# Liste der Baudenkmäler in Erlangen-Häusling
In der Liste der Baudenkmäler in Häusling sind die Baudenkmäler im Erlanger Ortsteil Häusling aufgelistet. Zu diesen Baudenkmälern gibt es auch eine Bildersammlung.
Diese Liste ist eine Teilliste der Liste der Baudenkmäler in Erlangen. Grundlage der Liste ist die Bayerische Denkmalliste, die auf Basis des bayerischen Denkmalschutzgesetzes vom 1. Oktober 1973 erstmals erstellt wurde und seither durch das Bayerische Landesamt für Denkmalpflege geführt und aktualisiert wird. Die folgenden Angaben ersetzen nicht die rechtsverbindliche Auskunft der Denkmalschutzbehörde.

## Baudenkmäler
| Lage                            | Objekt                 | Beschreibung | Akten-Nr.               | Bild           |
| ------------------------------- | ---------------------- | --- | ----------------------- | -------------- |
| Haundorfer Straße (Standort)    | Säulenbildstock        | Säulenbildstock, 17./18. Jahrhundert | D-5-62-000-974 Wikidata | weitere Bilder |
| Haundorfer Straße 34 (Standort) | Eisenzaun und Wegkreuz | Zugehörig neugotischer Eisenzaun, zweite Hälfte 19. Jahrhundert Wegkreuz unter zwei Kastanien, um 1890 errichtet, Kreuzstamm 1953 erneuert | D-5-62-000-975 Wikidata | weitere Bilder |